# 阿卜杜勒哈米德·埃米尔哈姆扎耶夫
阿卜杜勒哈米德·哈桑诺维奇·埃米尔哈姆扎耶夫（羅馬化：Abdulgamid Gasanovich Emirgamzayev；1965年5月26日—）是俄罗斯企业家、政治人物，第七届国家杜马议员。在国家杜马里，他担任国家杜马能源委员会委员。
1988年，他毕业于达吉斯坦国立师范学院，随后在世界经济和国际关系研究所完成研究生学习。毕业后他从事体育运动，多次获得全联盟和国际比赛的冠军。他被授予苏联桑博体育大师、苏联柔道体育大师头衔。
后来他开始参与创业活动，在达吉斯坦和莫斯科工作。《欧亚日报》称埃米尔哈姆扎耶夫是达吉斯坦颇具影响力的商人，与苏莱曼·克里莫夫关系密切。2016年9月，他当选为第七届国家杜马议员。
他的弟弟萨迪尔是杰尔宾特区区长。